# Ундаформа
Ундаформа — термін сейсмічної стратиграфії. Означає верхню субгоризонтальну мілководну зону косошаруватого тіла в розрізі. Термін вперше запропонував американський геолог Дж. Річ 1951 року. Якщо розглядати верхню частину косошаруватого тіла не в розрізі, а в об'ємі, то застосовують термін ундатема. Ундаформи представляють інтерес, як потенціальні літологічні (неструктурні) пастки вуглеводнів.